# Pocrane
Pocrane este un oraș în Minas Gerais (MG), Brazilia.